# Carl Menge

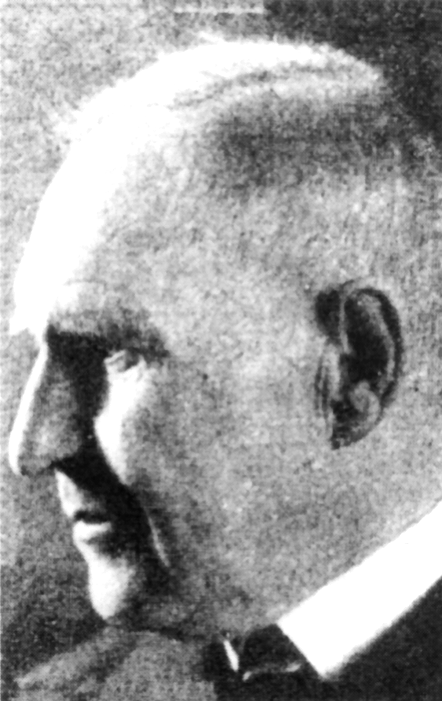
Carl Menge

Carl Menge (* 18. August 1864 in Kreuznach; † 9. Oktober 1945 in München) war ein deutscher Gynäkologe und Geburtshelfer.

## Leben und Wirken
Carl Menge studierte Medizin an den Universitäten München, Freiburg und Leipzig. Danach arbeitete er zunächst als Assistent am Berliner Hygiene-Institut unter Robert Koch. Hier erwarb er eine bakteriologische Ausbildung. Auf Empfehlung Kochs richtete er als Assistent des Gründers der Institution, des Mediziners Sir Henry Acland, ein bakteriologisches Laboratorium am Oxford University Museum of Natural History an der University of Oxford ein. In der Folge wurde er Assistent bei Eduard Arnold Martin in Berlin und später Hebammenlehrer in Stettin. Sein gynäkologischer Lehrer wurde Paul Zweifel an der Universität Leipzig. Dort habilitierte sich Menge gleichzeitig mit Bernhard Krönig (1863–1917), der später als Ordinarius für Geburtshilfe und Gynäkologie nach Freiburg berufen wurde. Mit ihm verband Menge eine freundschaftliche Beziehung.
1904 wurde Carl Menge als Nachfolger Johann Veits auf den Lehrstuhl für Gynäkologie und Geburtshilfe der Friedrich-Alexander-Universität Erlangen berufen. Er leitete die Frauenklinik bis 1908. Sein Nachfolger wurde Philipp Jung (1870–1918).
Von Erlangen wurde Menge auf den Lehrstuhl der Ruprecht-Karls-Universität Heidelberg berufen. Hier leitete Menge die Klinik bis 1930. Nach einer Erkrankung bat Carl Menge um seine Emeritierung. Er hinterließ in Heidelberg ein von ihm in der Zeppelinstraße erbautes Haus, die Villa Menge, in dem sich heute das geburtshilfliche Zentrum des Krankenhauses Salem befindet. Menge war 1922–1923 Präsident der Deutschen Gesellschaft für Gynäkologie und Geburtshilfe und organisierte deren Kongress 1923 in Heidelberg. Die Gesellschaft ernannte ihn später zum Ehrenmitglied. 1926 wurde er in die Deutsche Akademie der Naturforscher Leopoldina gewählt. Im Jahr 1944 erhielt er die Goethe-Medaille für Kunst und Wissenschaft.
Menge zog nach München, wo er sich der Aumüller-Gesellschaft, einer Vereinigung von Akademikern, Künstlern und Architekten, anschloss und sich seinen musischen, vor allem literarischen Interessen widmete. Er starb im Alter von 81 Jahren im Jahre 1945.

## Wissenschaft
Carl Menge widmete einen wesentlichen Teil seiner wissenschaftlichen Arbeit der Klärung nosologischer Zusammenhänge von Infektionskrankheiten in der Frauenheilkunde. Bereits 1900 hielt er zusammen mit Krönig ein Referat über die Ätiologie und Natur des Kindbettfiebers, das internationale Beachtung fand. Weitere Arbeiten betrafen neue Kulturverfahren für Gonokokken, Untersuchungen zur Selbstreinigung der Vagina und zur Urogenitaltuberkulose. Die gynäkologische Chirurgie wurde von ihm um neue Techniken wie die Tubensterilisierung durch die Leistenkanäle und die Mengesche Bauchdeckenplastik bereichert. Menge erkannte frühzeitig die Bedeutung der Strahlentherapie für die Behandlung von gynäkologischen Krebserkrankungen, die er beispielsweise beim Zervixkarzinom anwendete. Als Geburtshelfer war Menge dagegen eher konservativ. Insbesondere war er ein Gegner der künstlichen Frühgeburt, der hohen Zange und der prophylaktischen Wendung in der Behandlung beim engen Becken. Er bemühte sich jedoch um die Nutzung von Hypnose und Autosuggestion zur Schmerzlinderung unter der Geburt und war maßgeblich an der Einführung der Scopolamin-Lachgas-Narkose beteiligt.

## Schriften
- mit Bernhard Krönig: Bakteriologie des weiblichen Genitalkanales: Bakteriologie des Genitalkanales der nichtschwangeren und nichtpuerperalen Frau, Band 1. Georgi, 1897.
- Über die Einwirkung einengender Kleidung auf die Unterleibsorgane: Besonders die Fortpflanzungsorgane des Weibes. 1904.
- Die Gonorrhoe des Weibes. A. Hölder, 1910.
- Behandlung der Lageveränderungen der weiblichen Geschlechtsorgane. Gustav Fischer, 1912.
- mit Erich Opitz (Hrsg.): Handbuch der Frauenheilkunde für Aerzte und Studierende. Bergmann, Wiesbaden 1913.